# 脫脫 (金帳汗國)
脫脫（13世纪?—1312年），忙哥帖木兒之子，金帐汗国君主，是由朮赤家族幼支，別兒哥的侄孫那海擁立的。
他在1291年即位，並處死了原可汗禿剌不花，但他與助其上位的那海很快地關係惡化，并於1297年在顿河附近的第一仗中被那海击败，但那海在脫脫退往萨莱时错误地没有立即向萨莱进军。1299年，在第聂伯河附近发生的第二次战役中，那海被脱脱打败，那海的士兵離開了他。之後那海被脱脱军中的一位俄罗斯軍人引誘殺死，脫脫正式除掉了一個可怕首领。
热那亚人和威尼斯人已经在克里米亚建立了贸易机构。显然，大约在1266年，金帐汗国割让黑海克法港給热那亚人，那些人購買年輕的突厥奴隸賣給埃及，令汗國喪失優秀士兵，使兩者關係緊張，直到1312年脫脫去世為止。在俄羅斯政策上，他曾想廢除弗拉基米爾大公。使每個公國直接服從汗國。但這個建設性計劃因他在伏爾加河乘船巡視公國途中病死未能實施。在1293年，脫脫遠征俄羅斯，破壞十四個城市，與拔都時代差不多，俄羅斯歷史上有脫脫汗征討的說法。
大德六年（1302年），金帳汗脫脫和白帳汗伯颜出兵，與元成宗的軍隊聯合進攻察合台汗篤哇和窩闊台汗察八兒。
大德八年（1304年），元朝和察合台汗國的使者到達金帳汗國的都城薩萊向其傳達約和的理念，脫脫接受了元朝作為名義上的宗主地位；同時，伊兒汗國將阿蘭的土地交還給金帳汗國，此後使彼此之間的驛道和貿易路線得以恢復。金帳汗國還派遣了兩個圖門（兩萬戶）來支援元朝邊境。
至大元年（1308年），元武宗派遣月魯哥處的十二人出使金帐汗国，册封金帐汗脱脱为宁肃王。
他是萨满教徒，对佛教有兴趣，而非穆斯林。
| 前任： 禿剌不花 | 金帐汗国君主 1290年—1312年 | 繼任： 月即别 |

## 延伸阅读
[在维基数据编辑]
 《新元史/卷106》，出自柯劭忞《新元史》
 在维基共享资源阅览影像